# Callidula waterstradti
Callidula waterstradti là một loài bướm đêm thuộc họ Callidulidae. Nó được tìm thấy ở Borneo, Sumatra và bán đảo Mã Lai. It is predominantly a montane species, recorded on heights ranging from 1,200 to 1,930 meters.
Sải cánh dài 12–14 mm.